# Le Glaizil
Le Glaizil är en kommun i departementet Hautes-Alpes i regionen Provence-Alpes-Côte d'Azur i sydöstra Frankrike. Kommunen ligger  i kantonen Saint-Firmin som ligger i arrondissementet Gap. År 2022 hade Le Glaizil 176 invånare.

## Befolkningsutveckling
Antalet invånare i kommunen Le Glaizil
Referens:INSEE